# Káló
A káló az áru tömegének veszteségekből keletkező mennyiségi hiánya a névleges (nettó) tömeghez képest (ami például a szállítólevélen szerepel).
A gyümölcsök, üvegáruk, palackok, italok kálója lehet jelentős, mert a gyümölcsök például természetükből adódóan veszítenek tömegükből (a víztartalmuk csökken). A hiány másik oka az áru rongálódása.

 A "káló" újgörög eredetű szó, a görög származású kereskedők közvetítésével került a kereskedelem szakmai nyelvébe. Jelentése: a jóváírható veszteség.